# The Last Tour on Earth
The Last Tour On Earth er en live-cd fra 1999 med rock/metal-bandet Marilyn Manson. 

## Tracklisten
1. Inauguration Of The Mechanical Christ
2. The Reflecting God
3. Great Big White World
4. Get Your Gunn
5. Sweet Dreams/Hell Outro
6. Rock Is Dead
7. The Dope Show
8. Lunchbox
9. I Don't Like The Drugs (but The Drugs Like Me)
10. 'Antichrist Superstar
11. 'The Beautiful People
12. Irresponsible Hate Anthem
13. The Last Day On Earth '
14. Astonishing Panorama Of The Endtimes '
15. Coma White
16. Get My Rocks Off
17. Coma White Acoustic
18. A Rose And A Baby Ruth

Eller:
1. Inauguration Of The Mechanical Christ
2. The Reflecting God
3. Great Big White World
4. Get Your Gunn
5. Sweet Dreams/Hell Outro
6. Rock Is Dead
7. The Dope Show
8. Lunchbox
9. I Don't Like The Drugs (but The Drugs Like Me)
10. Antichrist Superstar
11. The Beautiful People
12. Irresponsible Hate Anthem
13. The Last Day On Earth
14. Astonishing Panorama Of The Endtimes

Alt efter hvad for en udgave man har af den.
Sangene er hentet fra cd'erne:
Portrait of an American Family, Smells like Children, Antichrist Superstar, og Mechanical Animals.